# Kitami, Hokkaidō

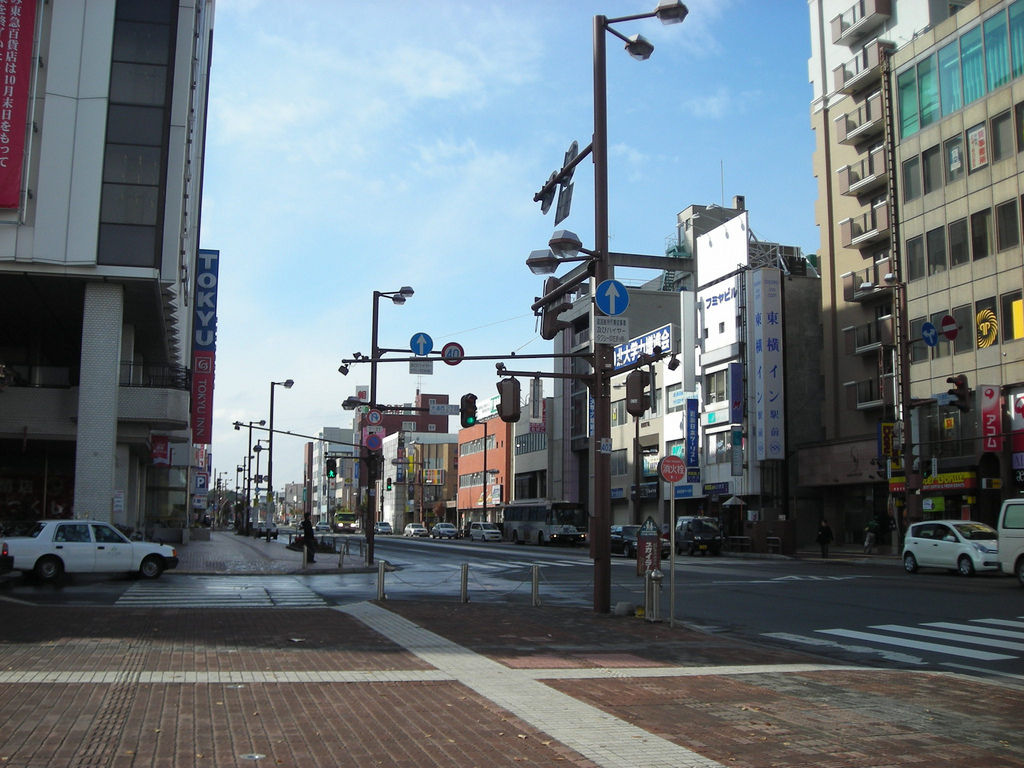
Downtown Kitami

Kitami (北見市 Kitami-shi) là một thành phố thuộc tỉnh Hokkaidō, Nhật Bản.

## Đại học
- 北見工業大学(Kitami Institute of Technology)